# Timothy Creamer
Timothy John Creamer, detto TJ (Binghamton, 15 novembre 1959), è un ex astronauta e aviatore statunitense.
Nel 2009 partecipò a una missione di lunga durata sulla ISS (Exp 22/23) e dal 2015 lavora come Direttore di volo presso il Centro di controllo missione di Houston.

## Biografia

### Formazione e carriera militare
Dopo essersi laureato in chimica al Loyola College nel maggio 1982, venne commissionato attraverso il programma Reserve Officers' Training Corps (ROTC) come sottotenente nell'Esercito statunitense. Entrò nella U.S. Army Aviation School nel dicembre 1982, e venne designato come aviatore dell'esercito nell'agosto 1983. Successivamente venne assegnato alla 1st Armored Division come capo sezione, capo plotone, ufficiale delle operazioni di volo per il 501st Attack Helicopter Battalion. Nel 1987 venne trasferito all'82nd Airborne Division come comandante di una Air cavalry troop nella 17th Cavalry e più tardi come ufficiale personale dell'82nd Aviation Brigade. In seguito a questo incarico, conseguì un master in fisica al MIT nel 1992 e venne poi assegnato al Dipartimento di Fisica presso l'United States Military Academy di West Point come assistente professore. Le altre scuole militari che frequentò furono Army Parachutist Course, Army Jumpmaster Course, Combined Arms Services Staff School e Command and General Staff College. Al momento della selezione come astronauta nel 1998, stava lavorando come ufficiale delle operazioni spaziali con l'Army Space and Missile Defense Command di stanza a Houston. 

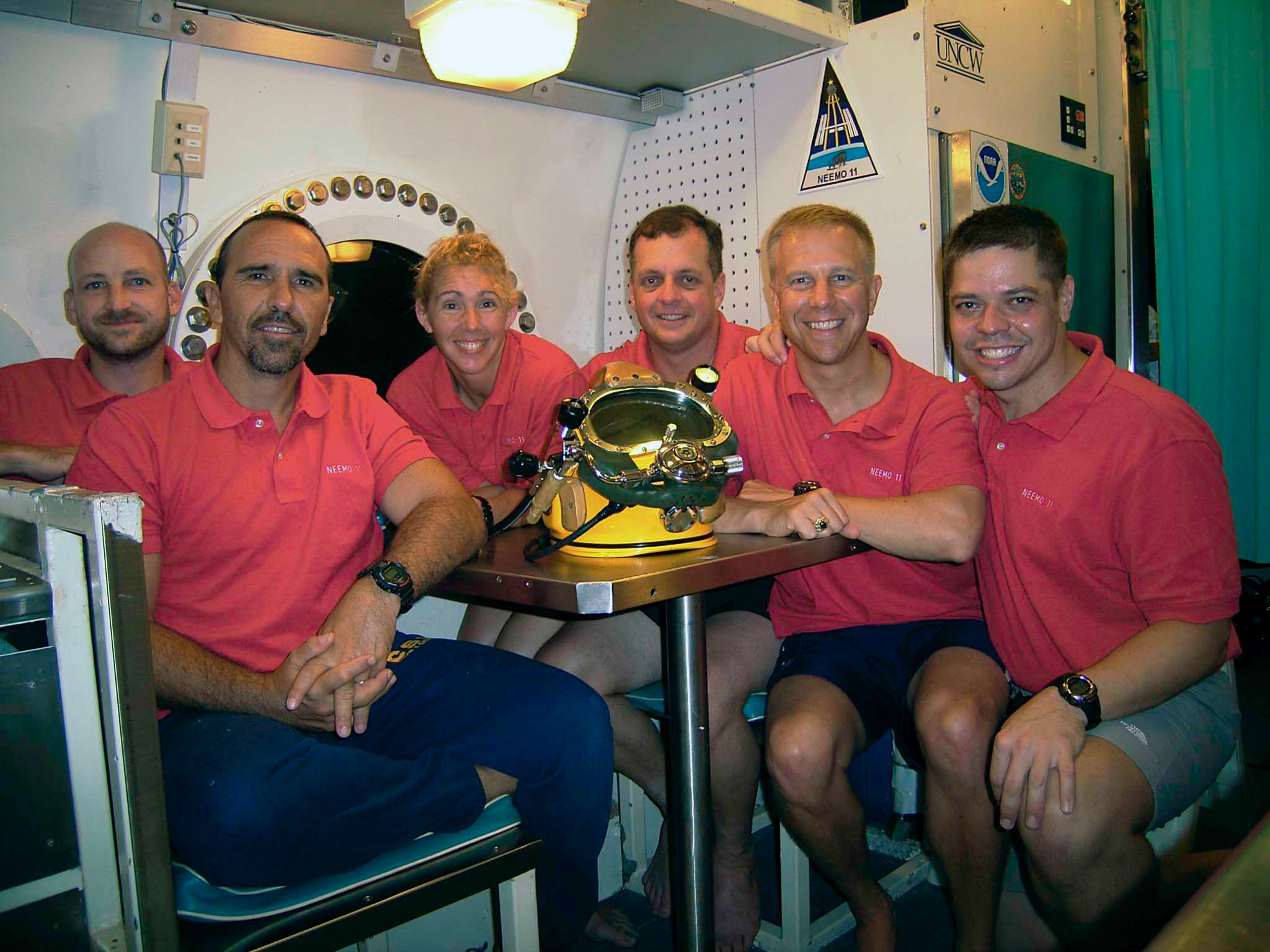
Creamer (terzo da destra) e l'equipaggio di NEEMO 11 nel 2006

Creamer iniziò a lavorare al Johnson Space Center (JSC) della NASA nel luglio 1995 come ingegnere collaudatore per l'integrazione della navicella Space Shuttle. I suoi compiti riguardavano principalmente il collegamento ingegneristico per le operazioni di lancio e atterraggio dello Space Shuttle. Venne attivamente coinvolto nei test integrati dei sistemi per ogni orbiter in preparazione per il volo successivo e sostenne direttamente otto missioni Shuttle come un capo della squadra dei test per l'integrazione dei veicoli. Inoltre, concentrò i suoi sforzi nel coordinare le Tecnologia dell'informazione (IT) per l'Ufficio Astronauti per aiutare il personale nelle loro comunicazioni elettroniche, sia al JSC che durante i loro viaggi in altri Centri spaziali.

### Carriera come astronauta
Venne selezionato dalla NASA come astronauta del Gruppo 17 nel giugno 1998 e iniziò poco dopo l'addestramento di base di due anni che riguardava principalmente i sistemi dello Space Shuttle e della Stazione spaziale internazionale (ISS). Alla conclusione di questo, venne assegnato alla Divisione Stazione Spaziale Internazionale dell'Ufficio Astronauti, dove i suoi compiti riguardavano i computer del Command and control della ISS e i computer di supporto per l'automazione dell'Ufficio, e la Local Area Network di tutti i partner e moduli internazionali. A novembre del 2000 divenne astronauta di supporto dell'equipaggio della Expedition 3, il cui compito era quello di essere il contatto principale per tutte le esigenze, il coordinamento, la pianificazione e le interazioni dell'equipaggio, ed era il rappresentante principale dell'equipaggio mentre si trovavano in orbita. 

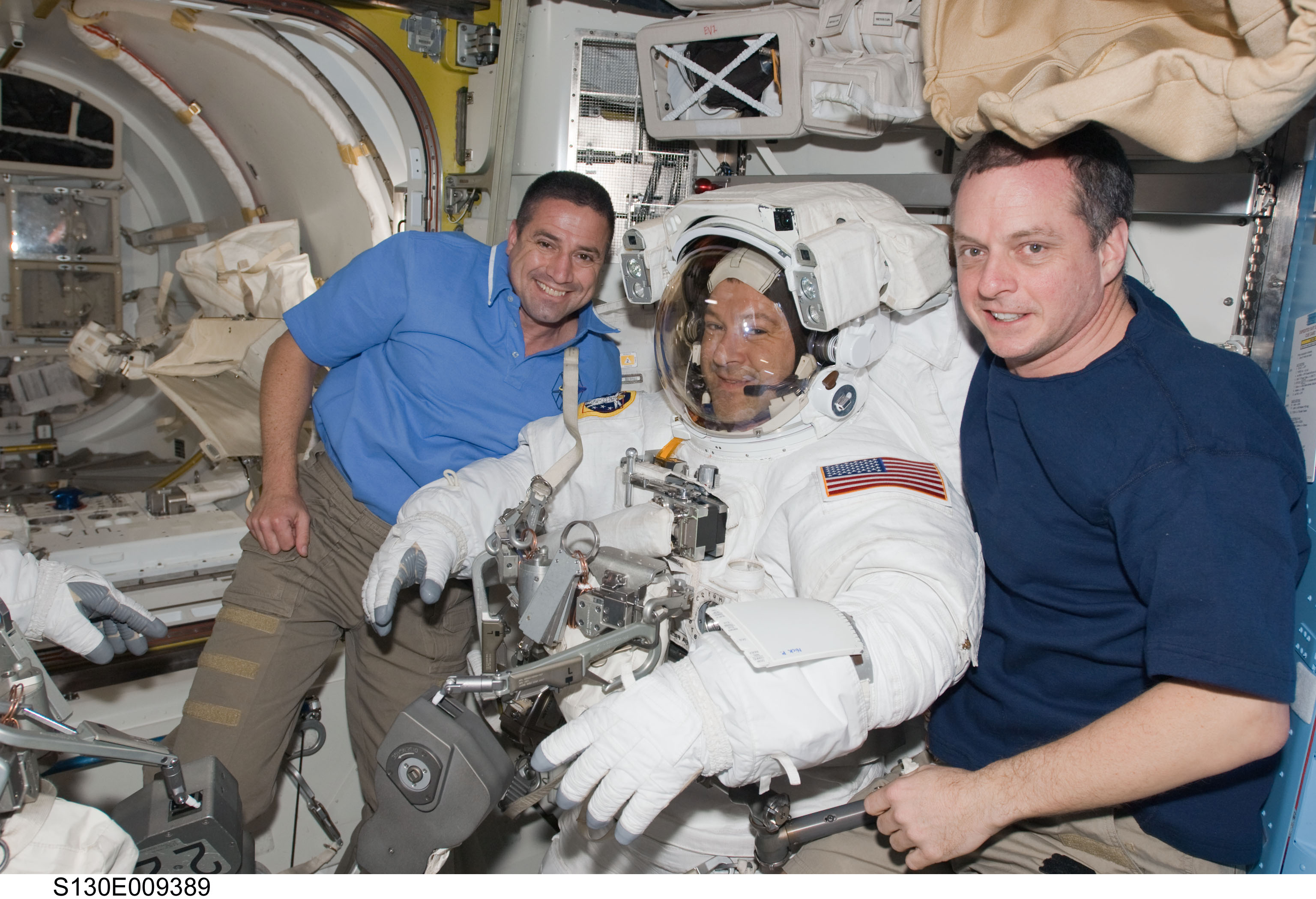
Creamer (destra) aiuta nelle operazioni all'interno dell'Airlock durante l'STS-130

A partire dal marzo 2002, Creamer diresse la sezione Integrazione Hardware della Divisione Stazione Spaziale Internazionale, dove fu responsabile di garantire che tutte le configurazioni hardware fossero integrate correttamente e che tutti gli aspetti operativi del futuro hardware della ISS fossero stati presi in considerazione. Nell'ottobre 2004 venne assegnato come rappresentante dell'Ufficio Astronauti e coordinatore di tutti gli aspetti relative all'IT in orbita. Nel 2006 fece parte della missione analoga sottomarina NEEMO 11, trascorrendo dieci giorni a bordo dell'Aquarius nel fondale di Key Largo. Creamer venne poi spostato al Dipartimento robotico, lavorando con i Partner internazionali su tutti gli aspetti informatici delle operazioni robotiche, nonché su tutti i software del Command and control e le interfacce utente. Inoltre, ricoprì il ruolo di responsabile di supporto in tempo reale per l'Expedition 12 per tutte le operazioni robotiche sulla ISS. Servì anche come membro dell'equipaggio di riserva dell'Expedition 19. Alla conclusione della missione spaziale Expedition 22/23, Creamer si concentrò nuovamente sull'IT in orbita, tra cui il networking, le piattaforme di supporto dell'equipaggio e il supporto IT mirato per missioni oltre l'orbita terrestre bassa, incluse le missioni su Marte.
Da settembre 2011 a maggio 2015 ricoprì il ruolo di Direttore delle operazioni del carico utile (POD) al Marshall Space Flight Center di Huntsville contribuendo a coordinare le operazioni in tempo reale di tutte le attività scientifiche della Stazione Spaziale Internazionale, rendendolo il primo astronauta con esperienze di volo a farlo. In seguito al suo incarico di POD, Creamer fu il rappresentante dell'Ufficio Astronauti nelle squadre operative responsabili dell'atterraggio e del recupero in mare sia per gli equipaggi di ritorno sulla Terra che per la capsula Orion.

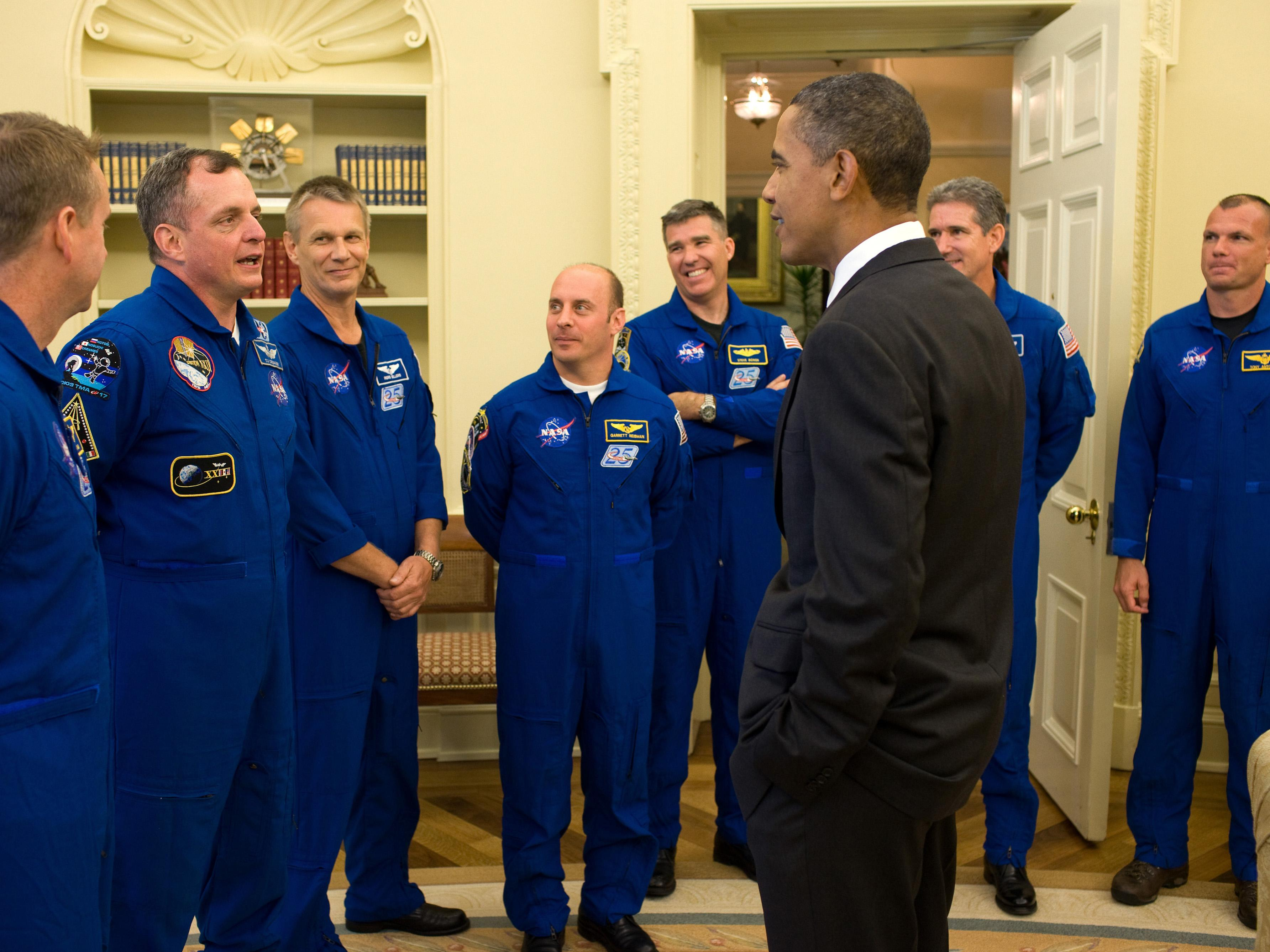
Creamer parla all'ex Presidente degli Stati Uniti Barack Obama nel 2010 insieme all'equipaggio dell'STS-132

#### Expedition 22/23
Partì per il suo primo e unico volo spaziale il 21 dicembre 2009 a bordo della Sojuz TMA-17 con il comandante russo Oleg Kotov e l'astronauta giapponese Soichi Noguchi per prendere parte alla missione di lunga durata Expedition 22/23. Nel periodo in orbita svolse esperimenti scientifici, manutenzione della ISS e aiutò nel trasferimento del carico delle navette Shuttle delle missioni STS-130, con il modulo Tranquility e la Cupola, l'STS-131, con MELFI, WOLF, un Crew Quarter e MARES, e l'STS-132, con il modulo Rassvet. Creamer divenne anche il primo a collegare la rete di bordo a internet, tramite Twitter, inviando il primo tweet live dall'orbita. Atterrò in territorio kazako il 2 giugno 2010, dopo 163 giorni di missione.

### Carriera come direttore di volo
Nel settembre 2015 Creamer venne selezionato come Direttore di volo della NASA, il primo astronauta a compiere questa transizione. Come da tradizione, dopo la certificazione, ogni Direttore di volo sceglie un simbolo/colore per rappresentare la sua squadra nel Controllo missione. Il nome della squadra scelto da Creamer fu "Saber Flight", che ricorda la cavalleria che espande i confini e protegge coloro che esplorano.

## Vita privata
Nel tempo libero gli piace giocare a tennis, correre, andare in bici, leggere, fare immersioni, imparare il tedesco e il russo e la Tecnologia dell'informazione (IT).